# Traapvisserij
De traapvisserij  behoorde samen met de beugvisserij en de kolvisserij tot de categorie van de zogeheten hoekwantvisserijen.

## Vissen omwille van het aas
Twee van de drie hoekwantvisserijen, te weten de beugvisserij en de kolvisserij, betroffen een vorm van passieve visserij. De traapvisserij viel daarbuiten. Ze was overigens in haar nadagen óók niet meer een op zich staande visserij waarbij het bij de beoefening ervan primair ging om de financiële opbrengsten van haar vangst. In die nadagen maakten met name kolvissers gebruik van een traap. Daarbij werden de door hen gevangen vissen aangewend als aas voor hun kolvisserij. In tegenstelling met de beugvisserij is noch van het begrip kol noch van het begrip traap een oorsprong aangetroffen. Er zijn — voor zover het voorhanden zijnde taalkundige bronnen betreft — althans geen afgeleiden aangetroffen die de begrippen kol en traap verduidelijken. 

## Actief versus passief
Uitgaande van de opbouw van hun beider vistuig zou het voor de hand liggen dat, in vergelijking met de passieve kolvisserij — welke door middel van een lange (vis)lijn werd uitgeoefend — deze passieve wijze van vissen óók zou gelden voor de traapvisserij.
Want ook dáárbij is sprake van het hanteren van een gelijksoortige lange (vis)lijn: zie A. op de afbeelding. De toelichting, afkomstig van de enig voorhanden zijnde bron, geeft aan dat een traap niet kon worden gebruikt a. bij een windstilte en b. bij een hevige bries. Een nadere uitleg toont aan dat in geval van a.: de lijn — vanwege het daaraan verbonden lood en zijn zwaarte — te diep zou zinken en in geval van b.: de lijn — ondanks het daaraan verbonden lood — zou gaan 'zweven'. De lijn zou in dat geval door de vaart van het schip (vanwege de bries) te dicht bij het water-oppervlak komen. In de beide gevallen zou de uitkomst van de beoogde visvangst miniem tot nihil zijn.

## Opbouw van het vistuig
De bij A. genoemde lijn was de zogenaamde traaplijn. Deze was vervaardigd van hennep en ze was 1 centimeter in doorsnee. De lengte van de lijn is door de bron aangegeven in vadems, ten hoogste 120. Dat komt omgerekend neer op zo'n 220 meter. Het eraan bevestigde traaplood B. woog ± 4½ kilogram. Het doel ervan was het bereiken van een vereiste diepte. Aan de traaplijn werden op gelijke afstanden lijntjes, zogenaamde keisters D., aangebracht. De traapstokjes C. vormden de bevestiging van de keisters aan de traaplijn. Het keister was vervaardigd van zeilgaren. Het had een lengte van twee tot drie vadems, respectievelijk zo'n 3,7 tot 5,6 meter. Aan een keister, waarvan het aantal niet is vermeld en een schatting onmogelijk is, was een geaasd traaphoekje E. bevestigd. Het uitgangspunt was de vangst van makreel, knorhaan, wijting of kleine rondvissen welke hoog zwommen.

## Levend aas
De schepen die de hoekwantvisserij uitoefenden waren meestentijds voorzien van een bun. Dit was een soort gesloten box met een ruimte in de bodem van het vaartuig die in direct verband stond met het zeewater. Hierdoor werd de gevangen vis levend gehouden. Naar blijkt hadden de kolvissers naast een traap ook een zestal haringnetten aan boord. Evenals in geval van de traapvisserij  werd bij hun visserij op haring de laatstgenoemde gebruikt als aas. Terzijde nog dit: het begrip 'hoekwantvisserij' was opgebouwd uit het deelwoordje 'hoek' dat stond voor 'haak' en het deelwoordje 'want' dat een gangbare, algemene aanduiding is voor vistuig van een zeevisser.